# マウスマン
『マウスマン』（MOUSEMAN）は、スタジオ金魚色による、短編アニメシリーズおよび劇場アニメーション。

## 概要
マウスマンは2015年に落書から誕生したキャラクターで、札幌ねっとてれびでウゴツールによる短編アニメにてスタートし、現在では劇場アニメをメインにシリーズを展開している。初期はウゴツールを使ったアニメーションだが劇場版以降はリミテッドアニメーションにて制作されている。
原作者・監督は伊藤魔鬼（元・ピエール伊東）

## あらすじ
青くて耳が四つあるマウスマンが主人公のアニメーションという部分は一貫しているが内容は不条理ギャグからシリアスなものまで多様であり、キャラクター像も一貫していない。

## 主な登場人物
マウスマン
声 - ピエール伊東(オリジナルシリーズ)/細谷佳正(～愛の塊～)
青くて耳が4つあるサイボーグ。シリーズによって弱気な青年だったり、所謂イケメン風の三枚目の性格と一定していない。
- 基本情報
  - 32歳　
  - 神奈川県出身　
  - 誕生日2月4日　
  - 身長172cm　
  - 体重68kg

ミサト
声 - 本多美季
札幌ねっとてれび2期のヒロイン。公園でマウスマンにナンパされたネットアイドル。過去の恋愛を引きずりながらマウスマンと付き合うことになる。
好きな映画は時かけ、好きな花はカスミソウ。2期シリーズ以外にも劇場版1作目で登場する。
ユリカ
声 - 藤堂蓮紀　猫又ゆい（二代目）
札幌ねっとてれび3期シリーズヒロイン。マウスマンの恋人で毒舌で強気な女性。性依存症の節があり多数の恋人やセックスフレンドがいる模様。
3期シリーズの11話にて猫に殺され死亡している。3期シリーズ以外にも劇場版1作目で登場する。
リカ
声 - 夏川みわこ
劇場版1作目のヒロインマウスマンの元恋人で現在はアンドロイド。劇場版2作目にも登場予定。
ヒロコ
声 - 藤咲あかね
劇場版2作目および番外編「マウスマン ゼロ」のヒロイン。伊藤の別作品「マジカルピロコ」に登場する妖精・ピロコをスターシステム化したキャラクター。

## WEBアニメシリーズ
1期 マウスマン無印(第1話～34話 札幌ねっとてれび)
マウスマンが格言めいた台詞を30秒～1分間で語るというシリーズ。
2期 ミサト・らぶすとーりー(第42話～52話 札幌ねっとてれび)
監督ピエール伊東の実体験をもとに描かれたドキュメンタリーアニメ。シリアスな恋愛物語でヒロインのミサトには声優の本多未季が起用された。
3期 超マウスマン(第56話～67話 札幌ねっとてれび)
コントのようなテンポ感で進んでいくブラックユーモアをメインにしたコメディアニメ。
番外編
- マウスマン～煌御門碧琴編～(札幌ねっとてれび配信)

奈良県北葛城郡王寺町に実在する鍼灸院、仲嶋はりきゅう院の看板娘を務めている美少女キャラクター「煌御門碧琴」とコラボレーションした作品。
- 惨劇のクリスマス(札幌ねっとてれび配信)

マウスマンシリーズ最初期に制作された作品。
- 恐怖！カニコプター登場(札幌ねっとてれび配信)
- 地獄から来た閻魔大王(札幌ねっとてれび配信)
- ダイナミックデスドライブ(イベント上映)

DYNAMIC CHORDの作画崩壊を風刺した作風をメインにした作品。
- マウスマン ゼロ(イベント上映)

後述の「マウスマン愛の塊」Aパートのプロトタイプとなった作品。本作品では伊藤魔鬼（当時はピエール伊東名義）がマウスマンの声を担当している。

## 劇場版

### ピリオド　オブ・ザ　マウスマン
札幌ねっとてれび2期・3期の完結編、繋がりのなかった今までのシリーズの世界観をつなげ、伏線を回収した短編劇場アニメーション。 今までのシリーズはウゴツールによって作成されたゆるいものだったが、本作以降はテレビアニメのような作画となっている。キャッチコピーは「マウスマンは何度も死に、何度も恋をする。」「マウスマン最後・最初の物語」
2020年大阪と名古屋にて短期間ロードショーされた。
出演
- ピエール伊東
- 萩原ゆい
- 藤咲あかね
- 本多未季
- 藤堂蓮紀
- 東京ゴリラ物語
- 夏川みわこ

主題歌
- 「memory」　作詞・作曲：BeeTAN,  編曲：ko-ta

監督・脚本
- ピエール伊東

### マウスマン愛の塊(2020年劇場公開)
メイン登場人物や物語を一新したリブート作品。以前イベント上映された「マウスマンゼロ」を基に再構成・新規パートを追加している。1部を除きキャスト・スタッフは一新されている。
クラウドファンディングで制作費を募り制作されている。主役のマウスマンには細谷佳正が起用されている。
出演
- マウスマン　細谷佳正
- ヒロコ　藤咲あかね
- ママ　大﨑晋司
- リカ　夏川みわこ
- ユミ　櫻庭彩華
- 愛の塊　星川愛
- みちる　フェアリィ緑川
- レナ　藤沢愛
- 有野優樹
- 夜弓神楽狐之灯矢

キャラクターデザイン
- BOXY

主題歌
- 「Overflow」作詞・作曲：BeeTAN
- 「エンブレイス」作詞・作曲：BeeTAN

劇半
- 真島こころ
- むとこー
- 東京ゴリラ物語

宣伝・配給
- ガチンコ・フィルム

製作
- スタジオ金魚色

監督
- ピエール伊東